# پاستوری
پاستوری (به مجاری:  Pásztori) یک شهرداری در مجارستان است که در ناحیه چورنا واقع شده‌است. پاستوری ۸٫۵۲ کیلومتر مربع مساحت و ۳۹۹ نفر جمعیت دارد.